# Mixe de Totontepec
El mixe de Totontepec o també mixe del nord de la muntanya per Wichmann (1995), és una de les llengües mixes parlada a la vila Totontepec Villa de Morelos, a l'estat d'Oaxaca, Mèxic.